# Axel Meijer
Axel Richard Meijer, född 25 november 1842 i Stockholm, död 20 april 1905 i Stockholm, var en svensk arkitekt, ritlärare och tecknare.
Han var gift med Maria Charlotta Strömberg och bror till xylografen Mauritz Meijer. Efter sin utbildning vid Konstakademien 1864-1867 anställdes han som ritlärare vid Nikolai och Maria församlingar samt som överlärare vid Tekniska skolan i Stockholm. Han ingick i kretsen runt August Blanche.